# 5457 Квінз
5457 Квінз (5457 Queen's) — астероїд головного поясу, відкритий 9 жовтня 1980 року.
Тіссеранів параметр щодо Юпітера — 3,226.